# Деманж-Бодіньєкур
Деманж-Бодіньєкур (фр. Demange-Baudignécourt) — муніципалітет у Франції, у регіоні Гранд-Ест, департамент Мез. Деманж-Бодіньєкур утворено 1 січня 2019 року шляхом злиття муніципалітетів Бодіньєкур i Деманж-оз-О. Адміністративним центром муніципалітету є Деманж-оз-О. Населення — 509 осіб (01.01.2021).